# Classe Le Fier
La classe Le Fier est une classe de torpilleurs légers destinée à la Marine française. En construction en 1940, les navires étaient inachevés lors de la chute de la France et n'ont jamais été mis en service pendant la Seconde Guerre mondiale.

## Conception et développement
Avec la montée des tensions avec l'Allemagne nazie après la remilitarisation de la Rhénanie le 7 mars 1936, la Troisième République française entreprend une série de programmes de construction navale pour maintenir la parité militaire face au réarmement rapide des Allemands. Le 31 décembre 1936, le Parlement français autorise la construction de navires de guerre supplémentaires sur proposition de l'amiral François Darlan. Il s'agit d'un croiseur léger, de deux torpilleurs d'escadre de la classe Hardi, de quatre torpilleurs légers classe Le Fier, de quatre sous-marins de la classe Aurore, du sous-marin mouilleur de mines Émeraude, de deux avisos de la classe Bougainville et de six de la Classe Élan, de quatre petits transports d'hydravions de la classe Sans Souci, d'un pétrolier et de douze chasseurs de sous-marins. L'ensemble de cette commande a été nommé Tranche 1937.
Pour remplacer les 26 torpilleurs de 1 500 tonnes vieillissants des classes Bourrasque et Adroit, pratiquement identiques, la Marine nationale décide de les remplacer nombre pour nombre par deux classes de torpilleurs différents.
Il s'agit des douze torpilleurs d'escadre de 1 772 tonnes Classe Le Hardi et des quatorze torpilleurs légers de 1 010 tonnes classe Le Fier.
Les quatre premiers torpilleurs devaient s'appeler Le Fier, L'Agile, L'Entreprenant et Le Farouche. Ils étaient également appelés torpilleurs légers de 1010 en référence à leur déplacement. Exactement un an après la tranche 1937, la Chambre des députés approuve, le 31 décembre 1937, un deuxième décret d'acquisition navale, appelé tranche 1938. Trois torpilleurs supplémentaires, baptisés L'Alsacien, Le Corse et Le Breton, sont commandés. Le 2 mai 1938, une tranche supplémentaire (Tranche 1938bis) est budgétisée et comprend cinq torpilleurs supplémentaires, nommés Le Tunisien, Le Normand, Le Parisien, Le Provençal et Le Saintongeais. Enfin, la tranche 1938ter fut approuvée, avec deux torpilleurs supplémentaires, Le Niçois et Le Savoyard.
La classe Le Fier constituait une version agrandie de la classe La Melpomène avec des qualités nautiques améliorées. Les navires de cette classe avaient un déplacement standard de 1 010 tonnes, une longueur de 90 m et une longueur hors tout de 95 m. La largeur du navire était de 9,4 m et le tirant d'eau de 3,25 m. La propulsion était assurée par une double turbine à vapeur à deux lignes arbres d'hélices, et alimentée par trois chaudières Indret, produisant 30 300 cv (22 600 kW), et 30 800 cv (23 000 kW) à feux poussés. Les navires commandés dans le cadre de la tranche 1937 devaient être équipés de turbines Rateau-Bretagne, tandis que tous les navires suivants, à commencer par L'Alsacien, devaient être équipés de turbines à vapeur Parsons.
L'artillerie de la classe Le Fier avait une disposition peu commune. En effet, son artillerie principale était montée à l'arrière, et l'artillerie secondaire anti aérienne principalement montée à l'avant. L'artillerie principale de la classe Le Fier était constitué de 4 canons à double usage de 100 mm/45 Modèle 1933, récemment développés, dans deux tourelles de 29,8 tonnes doubles anti-aériennes Modèle 1937, protégées par un blindage de 4 mm. Le Modèle 1933 de 100 mm était une variante améliorée du Modèle 1930 et était le premier canon à double usage installé sur un navire de la marine française. L'armement secondaire était composé de quatre canons anti-aériens de 37 mm modèle 1925 et de huit mitrailleuses Hotchkiss anti-aériennes de 13,2 mm modèle 1929 en quatre affûts doubles. L'armement de torpilles consistait en une plateforme double de tubes lance-torpilles de 550 mm dans l'axe du bâtiment.
Aucun de ces quatorze torpilleurs ne sera achevé.
 Après l'armistice de la France le 25 juin 1940 (Armistice du 22 juin 1940 et Armistice du 24 juin 1940), tous les travaux sur les torpilleurs de la classe Le Fier ont été arrêtés.

## Service allemand
En juin 1940, l'armée allemande prend possession de tous les chantiers navals de la zone occupée où les torpilleurs de la classe Le Fier sont en construction. Il s'agit des Le Fier, L'Agile, L'Entreprenant, Le Farouche, L'Alsacien, et Le Corse. Le Breton, qui était le moins avancé de ces bâtiments en construction fut condamné et les sept unités non construites furent annulés. Les torpilleurs restants sont transférés à la Kriegsmarine et renommés TA-1 à TA-6 (Torpedoboot Ausland) et doivent être achevés pour la marine allemande avec des spécifications révisées.
Le déplacement standard  devait passer à 1 087 tonnes, avec un déplacement à pleine charge de 1 443 tonnes. De même,, les dimensions devaient être revues. La longueur totale serait réduite à 93,2 m, la largeur à 9,28 m et le tirant d'eau à 3,08 m. La propulsion était conservée, mais la puissance maximale n'atteindrait que 28 000 ch (20 900 kW). Ces unités embarqueraient une artillerie allemande. Les deux pièces de 100 mm à double usage seraient remplacés par trois pièces simples de 105 mm. L'artillerie anti-aérienne serait de deux canons simples de 37 mm plus 9 pièces de 20 mm en 1 affût quadruple et 5 affûts simples. L'armement de torpilles passerait à six tubes lance-torpilles de 533 mm dans l'axe central, en deux plateformes triples.
Alors que les travaux se poursuivaient sous la direction des Allemands, la pénurie de matériaux et les actes de sabotage commis par des ouvriers français ont considérablement entravé l'avancement des travaux. Pourtant, avant la capitulation, plusieurs d'entre eux étaient presque terminés. Finalement, en avril 1943, en raison du retard, il a été décidé que seuls les TA1 et TA4 seraient achevés et que le reste serait cannibalisé pour terminer ces deux unités. Les retards se poursuivent car le TA2 et le TA4 sont coulés par les bombardements américains. Ils sont de nouveau renfloués. Le débarquement de Normandie, le 6 juin 1944, entraîne le départ des Allemands de Nantes qui sabordent navires en achèvements le 11 août 1944,.
Les Allemands ont aidé l'Espagne franquiste à réaliser les destroyers de la classe Audaz en utilisant les plans et documents de la classe Le Fier.

## Bâtiments
| Navire                   | Chantier                                       | Mise en chantier | Lancement       | Mise en service | Notes | Destin |
| Groupe Le Fier           | Groupe Le Fier                                 | Groupe Le Fier   | Groupe Le Fier  | Groupe Le Fier  | Groupe Le Fier                                                                                                | Groupe Le Fier |
| ------------------------ | ---------------------------------------------- | ---------------- | --------------- | --------------- | --- | --- |
| Tranche 1937             |                                                |                  |                 |                 | | |
| Le Fier                  | Ateliers et Chantiers de Bretagne              | Janvier 1939     | 12 mars 1940    | NC              | Coulé lors d'une tentative de traversée de la Manche le 22 juin 1940, renfloué par l'Allemagne, rebaptisé TA1 | Sabordé à Nantes le 11 août 1944 |
| L'Agile                  | Ateliers et Chantiers de Bretagne              | Avril 1939       | 23 mai 1940     | NC              | Capturé par l'Allemagne le 22 juin 1940, rebaptisé TA2                                                        | Coulé par des bombardiers américains de l'United States Army Air Forces le 14 septembre 1943, renfloué, coulé par des bombardiers américains le 11 août 1944. |
| L'Entreprenant           | Ateliers et Chantiers de la Loire              | Janvier 1939     | 25 mai 1940     | NC              | Sabordé le 22 juin 1940, renfloué par l'Allemagne, rebaptisé TA4                                              | Coulé par des bombardiers américains le 14 septembre 1943, renfloué, coulé par des bombardiers américains le 11 août 1944                                     |
| Le Farouche              | Ateliers et Chantiers de la Loire              | Avril 1939       | 19 octobre 1940 | NC              | Capturé par l'Allemagne le 22 juin 1940, rebaptisé TA5                                                        | Coulé à Nantes le 11 août 1944 |
| Groupe L'Alsacien        |                                                |                  |                 |                 | | |
| Tranche 1938             |                                                |                  |                 |                 | | |
| L'Alsacien               | Ateliers et Chantiers de la Loire              | Avril 1939       | 1942            | NC              | Capturé par l'Allemagne le 22 juin 1940, rebaptisé TA3                                                        | Détruit par les avions Alliés de la Seconde Guerre mondiale en mars 1944.                                                                                     |
| Le Corse                 | Ateliers et Chantiers de la Loire              | Janvier 1940     | 4 avril 1942    | NC              | Capturé par l'Allemagne le 22 juin 1940, rebaptisé TA6                                                        | Coulé à Nantes le 11 août 1944 |
| Le Breton                | Ateliers et Chantiers de la Loire              | Janvier 1940     | NC              | NC              | Capturé par l'Allemagne le 22 juin 1940                                                                       | Mise au rebut en juin 1940 |
| Tranche 1938bis          |                                                |                  |                 |                 | | |
| Le Flamand > Le Tunisien | Ateliers et Chantiers de la Loire              | NC               | NC              | NC              | NC | Annulé en juin 1940 |
| Le Normand               | Ateliers et Chantiers de la Loire              | NC               | NC              | NC              | NC | Annulé en juin 1940 |
| Le Parisien              | Ateliers et Chantiers de la Loire              | NC               | NC              | NC              | NC | Annulé en juin 1940 |
| Le Provençal             | Ateliers et Chantiers de la Loire              | NC               | NC              | NC              | NC | Annulé en juin 1940 |
| Le Saintongeais          | Ateliers et Chantiers de Saint-Nazaire Penhoët | NC               | NC              | NC              | NC | Annulé en juin 1940 |
| Tranche 1938ter          |                                                |                  |                 |                 | | |
| Le Niçois                | Forges et Chantiers de la Méditerranée         | NC               | NC              | NC              | NC | Annulé en juin 1940 |
| Le Savoyard              | Forges et Chantiers de la Méditerranée         | NC               | NC              | NC              | NC | Annulé en juin 1940 |